# Dorina Korsós
Dorina Korsós (* 3. September 1995 in Kecskemét, Ungarn) ist eine ungarische Handballspielerin.

## Karriere
Korsós spielte ab 2006 beim ungarischen Verein Kecskeméti NKSE. 2011 wurde sie Torschützenkönigin der zweithöchsten ungarischen Spielklasse. Anschließend schloss sie sich Győri ETO KC an. Mit Győri ETO KC gewann sie 2012, 2013, 2014, 2016 und 2017 die ungarische Meisterschaft, 2012, 2013, 2014, 2015 und 2016 den ungarischen Pokalwettbewerb sowie 2013, 2014 und 2017 die EHF Champions League. Ab dem Sommer 2017 lief die Außenspielerin auf Leihbasis für den deutschen Bundesligisten TuS Metzingen auf. Ab dem Sommer 2021 stand sie beim ungarischen Erstligisten Debreceni Vasutas SC unter Vertrag. Im Januar 2022 schloss sie sich dem rumänischen Erstligisten Rapid Bukarest an. Mit Rapid gewann sie 2022 die rumänische Meisterschaft.
Dorina Korsós lief für die ungarische Jugend- und Juniorinnen-Nationalmannschaft auf. Bei der U-19-Europameisterschaft 2013 gewann sie die Silbermedaille. Bislang bestritt die Rechtshänderin zehn Länderspiele für die ungarische Frauen-Handballnationalmannschaft, in denen sie fünf Treffer erzielte. Sie nahm an der Europameisterschaft 2022 teil.